# Acer nipponicum
Acer nipponicum là một loài thực vật có hoa trong họ Bồ hòn. Loài này được H.Hara mô tả khoa học đầu tiên năm 1938.

## Hình ảnh

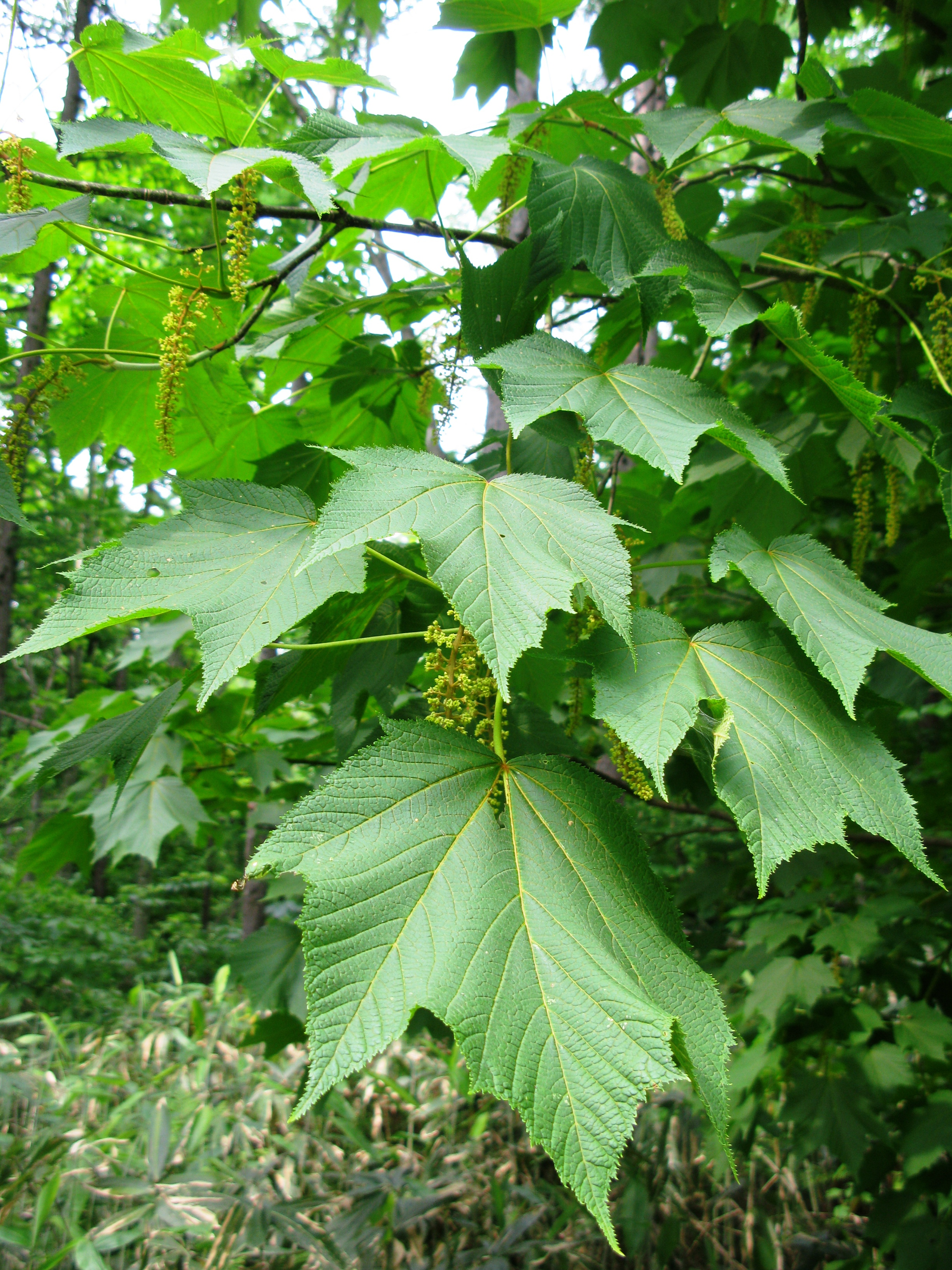
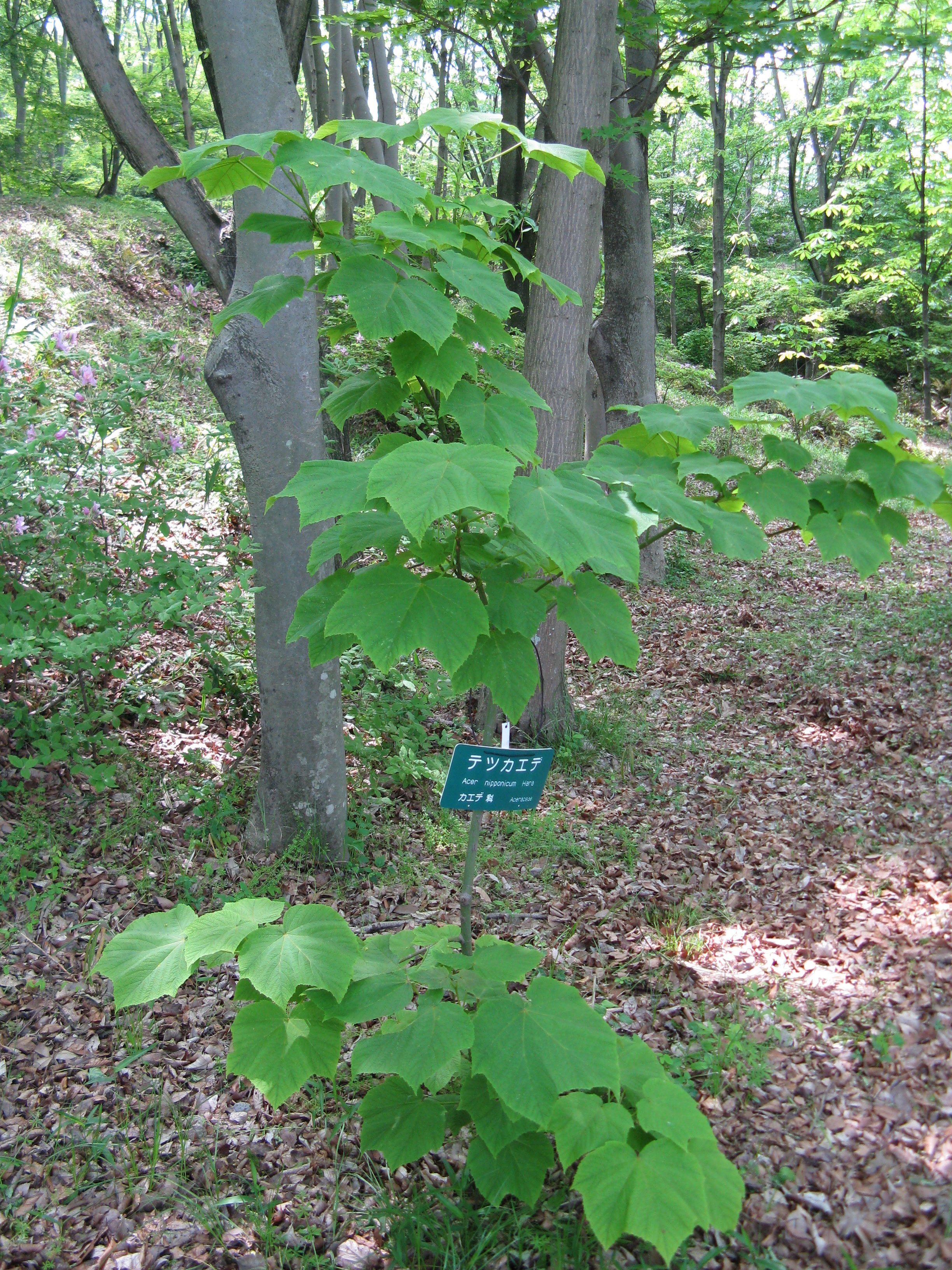
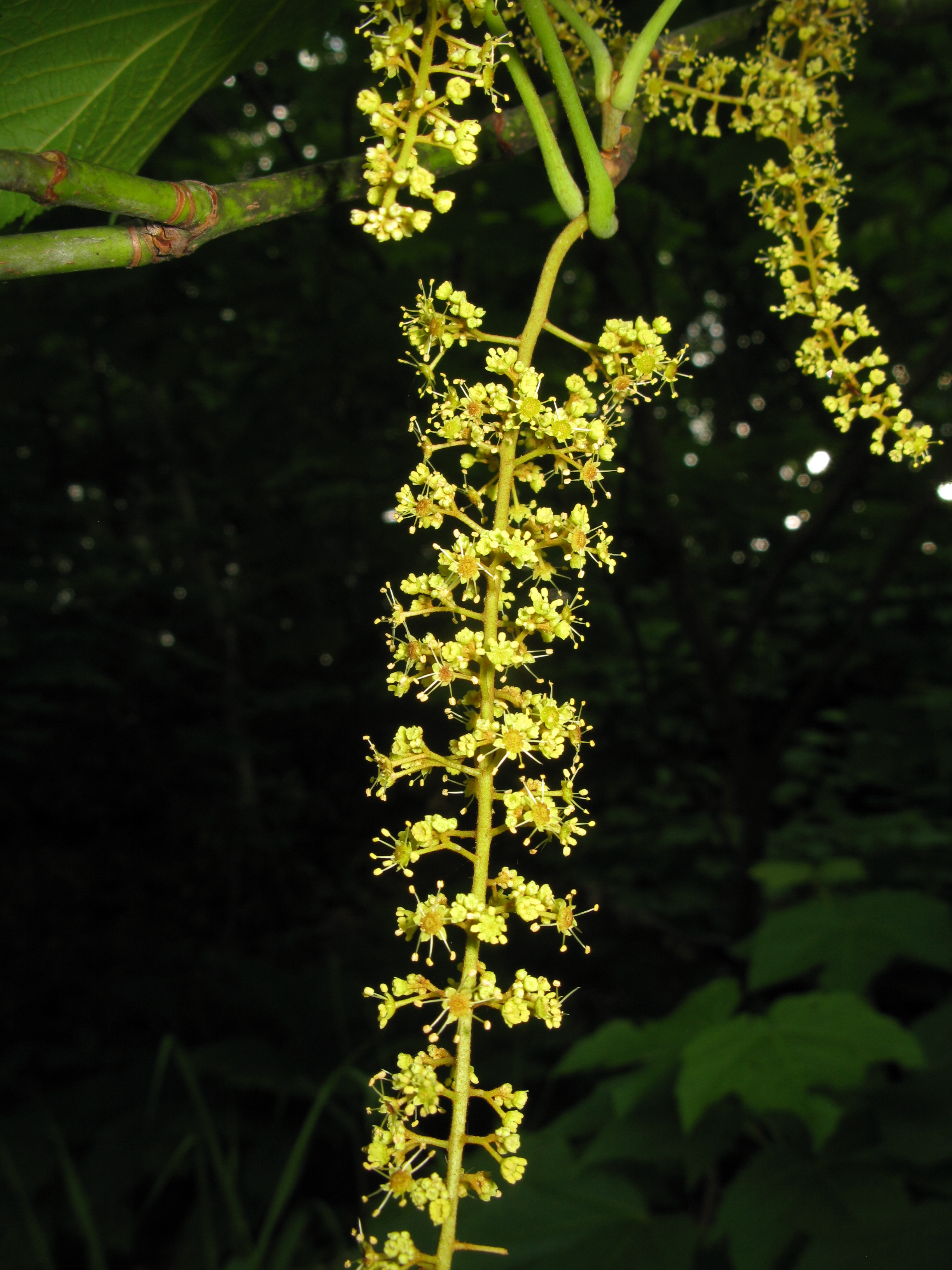
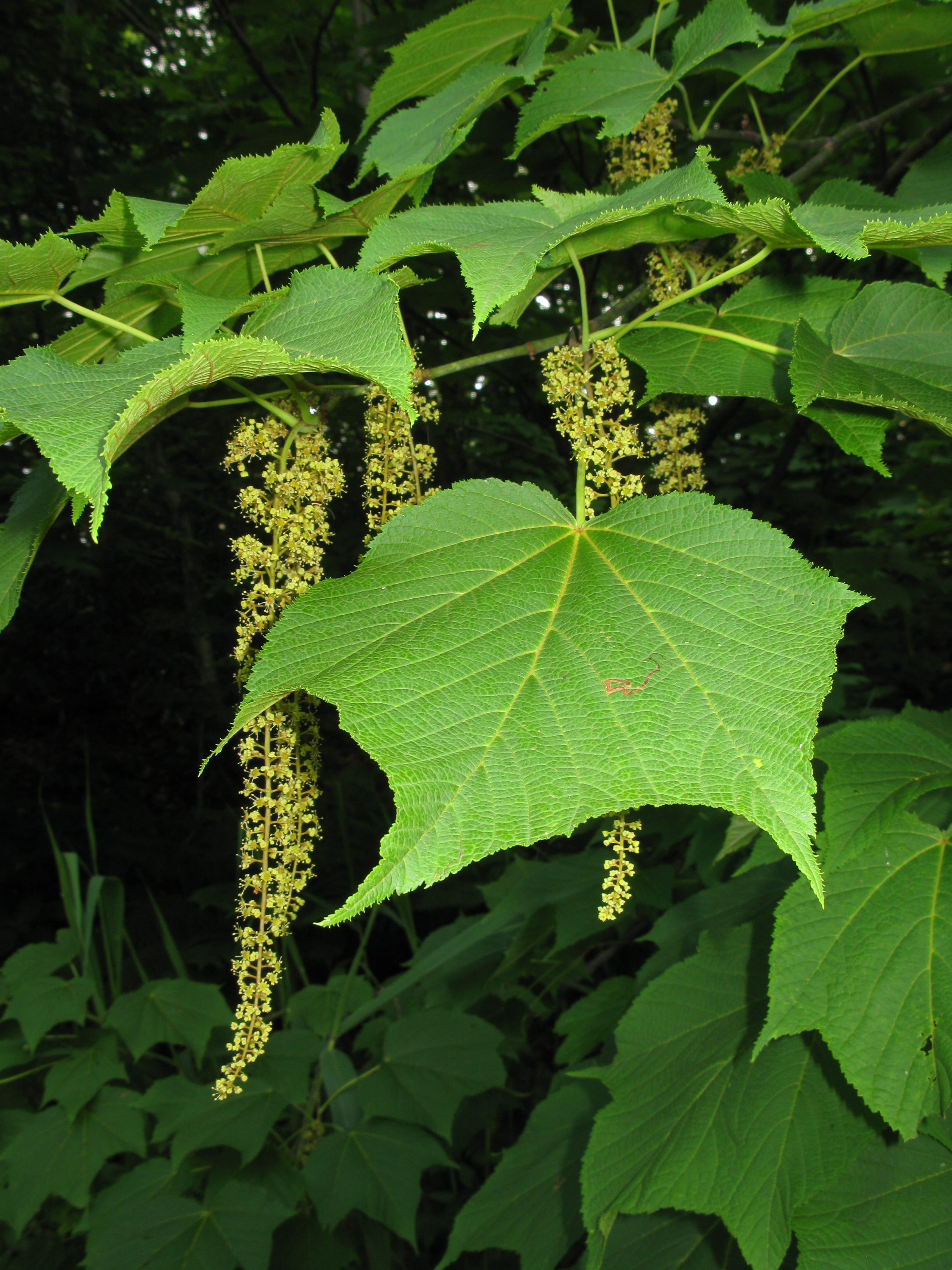